# آيت بن يوسف (ارشكيكن)
آيت بن يوسف هو دُوَّار يقع بجماعة الحمام، إقليم خنيفرة، جهة بني ملال خنيفرة في المملكة المغربية. ينتمي الدوّار لمشيخة ارشكيكن التي تضم 8 دواوير. يقدر عدد سكانه بـ 130 نسمة حسب الإحصاء الرسمي للسكان والسكنى لسنة 2004.

## وصلات خارجية
- البوابة الوطنية للجماعات الترابية
- المندوبية السامية للتخطيط